# Чорноморська військово-морська група
Чорноморська військово-морська група (BLACKSEAFOR) створена на початку 2001 року за ініціативою Туреччини, за участю всіх країн узбережжя Чорного моря, а саме Болгарії, Румунії, України, Росії та Грузії. Угода BLACKSEAFOR була підписана у Стамбулі 2 квітня 2001 року.
Початковою метою BLACKSEAFOR було спільно сприяти безпеці і стабільності в морській акваторії Чорного моря і за його межами, зміцнення дружби і добросусідських відносин між державами регіону, а також збільшити взаємодії між військово-морськими силами цих держав.
Рішення ухвалюються на підставі консенсусу.
BLACKSEAFOR відіграє певну роль у збереженні безпеки в морській галузі Чорного моря.
З 2014 року з моменту окупації Кримського півострову перестала фактично існувати.